# Березін Федір Дмитрович
Федір Дмитрович Березін (7 лютого 1960, Донецьк, Українська РСР) — російський письменник-фантаст, колаборант путінської Росії та проросійський сепаратист, діяч терористичної організації «Донецька народна республіка». У 2014 році очолив правління так званої «Спілки письменників ДНР». Фігурант санкційних списків у країнах ЄС, Україні тощо.

## Життєпис
Проживав у Донецьку до 1977 року, після чого вступив до Енгельського вищого зенітно-ракетного командного училища ППО СРСР в Саратовської області. Закінчив училище в 1981 році, служив офіцером-ракетником у Казахстані, потім на Далекому Сході. В 1991 році звільнився в запас в званні капітана та переїхав у Донецьк.

## Літературна діяльність
Засновник (з 1998) і голова (з 2001) Донецького клубу любителів фантастики «Мандрівник».
Перший опублікований твір, не рахуючи оповідань у журналі «Поріг» (Кропивницький) — науково-фантастичний роман «Попіл» (2001).
Визначає свій жанр як «фантастико-філософський технотрилер».
Окремі книги заборонені в Україні через пропаганду насильства та розпалювання ворожнечі, заклики до вчинення терористичних актів тощо.
Учасник т. зв. фестивалю фантастики «Зорі над Донбасом» у 2021 році.

## Терористична діяльність

Країни, в яких Федір Березін потрапив під санкції

4 червня 2014 року призначений повноважним представником «командувача ополченням» і «міністра оборони», «заступником міністра оборони» терористичної організації Донецька народна республіка Ігоря Гіркіна («Стрєлка»).

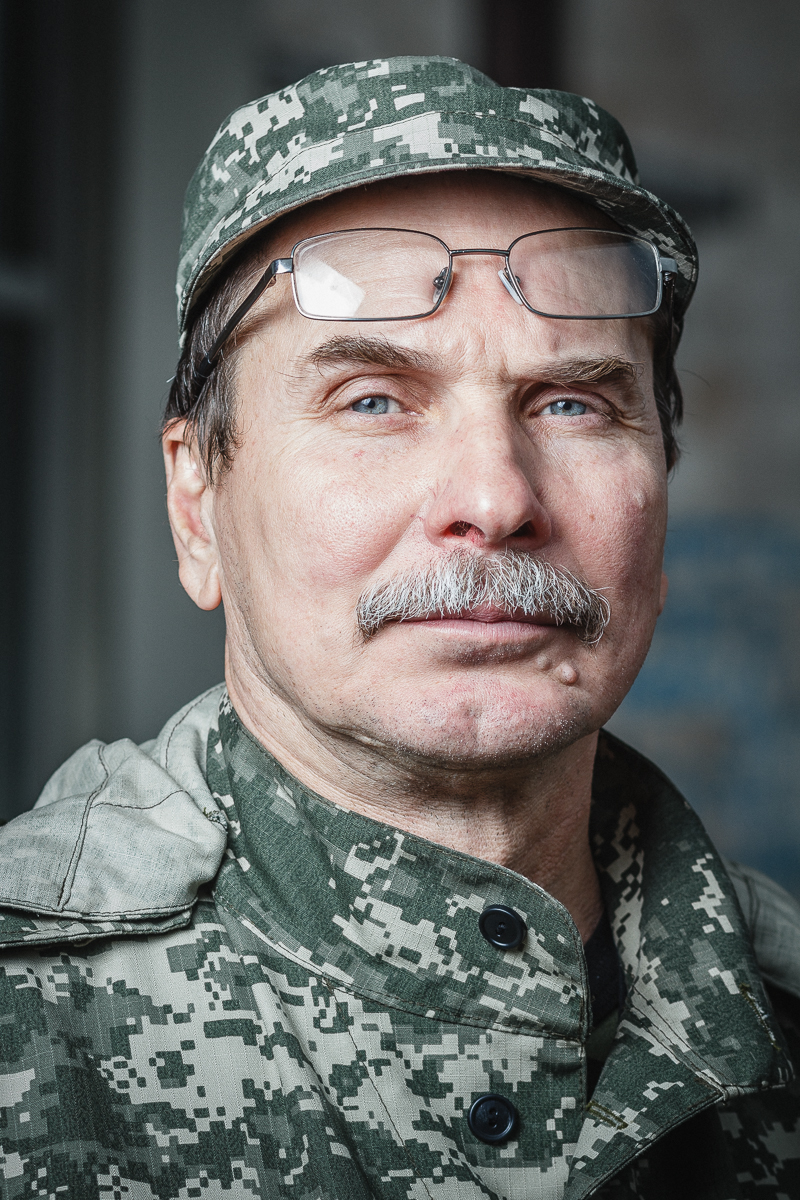
Березін Федір 2014рік

## Санкції
Березін пов'язаний з Ігорем Стрєлковим/Гіркіним. Вступаючи на посаду і діючи в цій якості, Федір Березін, таким чином, підтримував дії і політику, які підривають територіальну цілісність, суверенітет і незалежність України. Продовжує активно підтримувати сепаратистські дії. Федір Березін за свої дії доданий до санкційних списків багатьох країн.
19 жовтня 2022 року додано до санкційного списку України.